# Пояс Ориона

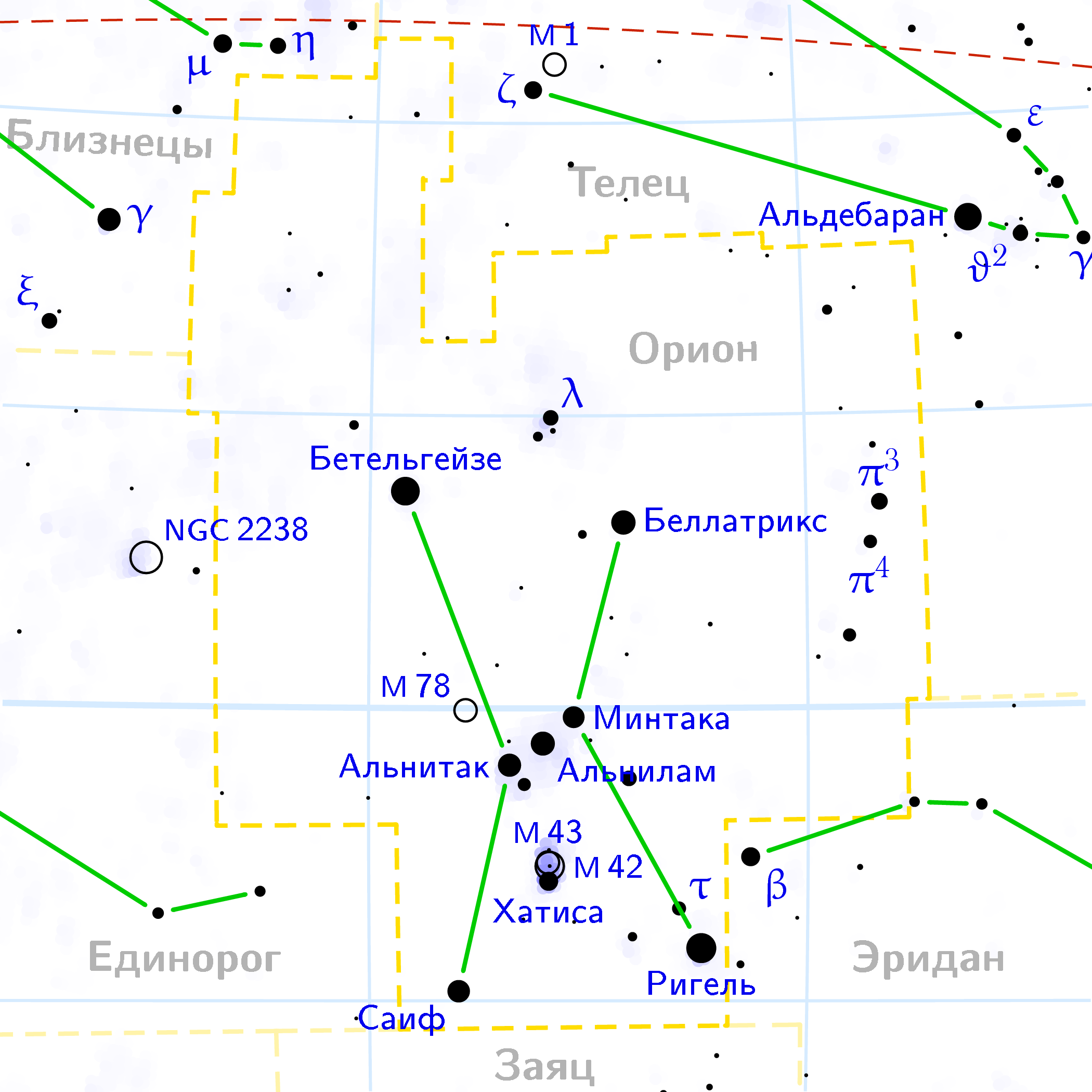
Орион (созвездие)

По́яс Орио́на, другое название Кичи́ги — астеризм в созвездии Ориона, опоясывает фигуру охотника в изображениях созвездия. Состоит из трёх бело-голубых звёзд (голубых сверхгигантов): Альнитак (ζ Ориона), Альнилам (ε Ориона), Минтака (δ Ориона), что переводится с арабского соответственно как  «кушак», «нить жемчуга» и «пояс».
Созвездие Ориона легко отыскать на небе по этим трём звёздам, которые отстоят друг от друга на практически одинаковое угловое расстояние и расположены в линию, указывающую юго-западным концом на голубой Сириус (в Большом Псе — со стороны Альнитак), а северо-восточным концом — на красный Альдебаран (в Тельце).
Лучшее время наблюдения астеризма — период с ноября по январь. Пояс Ориона расположен почти точно на небесном экваторе и, как следствие, виден из обоих полушарий.

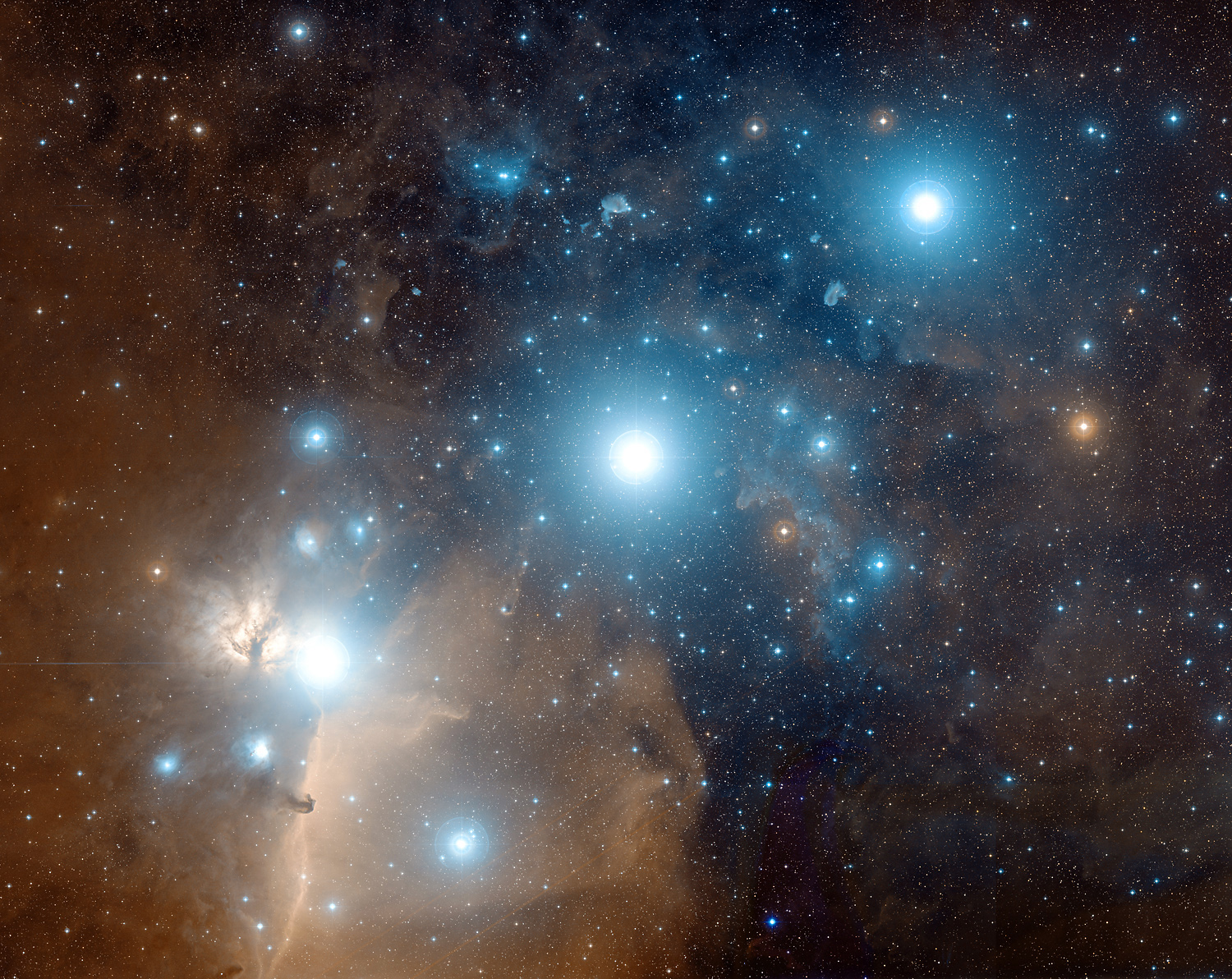
Пояс Ориона

## В культуре
- Корреляционная теория Ориона.
- В фильме «Люди в чёрном» в «поясе Ориона» герои ищут пропавшую галактику. Сначала думают на звёздное скопление, но впоследствии слово «Орион» оказывается кличкой кота, а «пояс (belt, ремень) Ориона» — его ошейником. В фильме звёзды пояса показаны в перевёрнутом порядке[2].